# Wormser Synodale

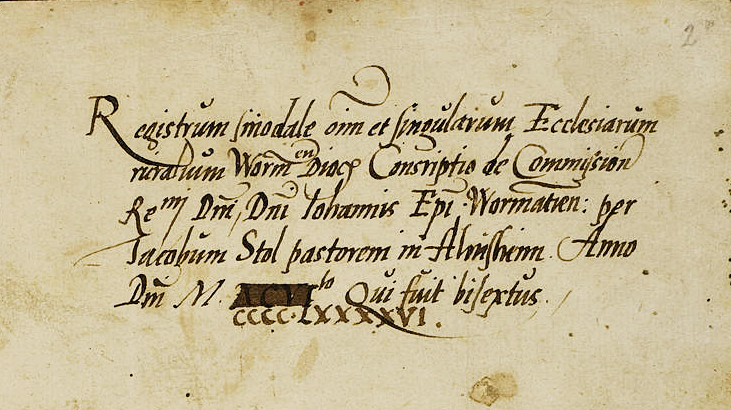
Wormser Synodale, Titelblatt

Das Wormser Synodale von 1496 ist ein Visitationsbericht der Pfarreien im Bistum Worms.
Im Auftrag von Bischof Johann III. von Dalberg bereiste eine Kommission die Diözese. Jakob Stoll, Mitglied der Kommission, war Pfarrer in Albsheim an der Eis. Pfarrer Stoll fasste die Visitationen 1496 im Synodale in lateinischer Sprache zusammen. Es ist eine wichtige Quelle für die regionale und lokale Kirchengeschichte, von vielen Kirchen findet hier das Patrozinium erstmals urkundliche Erwähnung.

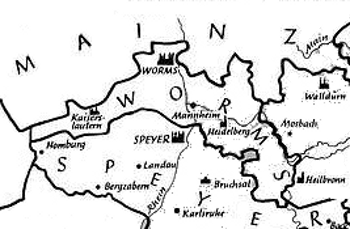
Bistum Worms

Das Synodale ist geographisch untergliedert nach den Dekanaten Dirmstein, Guntersblum, Westhofen, Neuleiningen, Freinsheim, Landstuhl, Weinheim, Waibstadt, Schwaigern und Heidelberg. In den Dekanaten werden die Orte mit Kirchen mit jeweils demselben Schema beschrieben, darunter Rechtsstatus, Kirchenpatron, Kollatur, Altäre und Pfründner, zu leistende Abgaben und die Verantwortlichen für Baulast und Ausstattung.
Insgesamt werden 263 Pfarrkirchen, Filialkirchen und Kapellen in den Landgemeinden beschrieben. Nicht visitiert wurden Städte, darunter Worms, Weinheim, Ladenburg und Heidelberg. Außerdem fehlen Orte, in denen die weltlichen Herren sich widersetzten, wie der Herzog von Württemberg.
Friedrich von Weech edierte das Wormser Synodale 1875 in der Zeitschrift für die Geschichte des Oberrheins. Zugrunde lag eine Kopie aus dem Jahr 1607 im Besitz des Staatsarchivs Darmstadt. Außerdem lag ihm eine weitere Abschrift aus dem Generallandesarchiv Karlsruhe vor. Eine dritte Abschrift besitzt die Universitätsbibliothek Heidelberg. Franz Falk wies 1886 auf weitere Abschriften hin. Das Original ist anscheinend nicht überliefert.